# Похождения Элен
«Похождения Элен» (англ. The Exploits of Elaine, 1914 год) — многосерийный фильм (14 (22) эпизодов) снятый Луи Ганье. В 1915 году вышло продолжение, «Новые похождения Элен» (англ., 10 эпизодов), считающееся утерянным, затем The Romance of Elaine (12 эпизодов).

## Сюжет
Фильм рассказывает о приключениях дочери американского миллиардера Элен Додж.

## Художественные особенности
Фильм выходил одновременно с романом, печатавшимся в газете «Матэн», и потому «…имел в десять раз более шумный успех, чем „Фантомас“…»
Луи Ганье:«…Мне приходилось не только режиссировать этот фильм, но и придумывать сногсшибательные приключения и притом работать очень быстро. Каждая серия обрывалась на самом интересном месте так, чтобы зритель замирал от волнения. И надо было все время придумывать, „чем все это кончится“, что было очень нелегко… Все время меня неотступно преследовали неоконченные эпизоды…»
«…Распространяя „Похождения Элен“ с их продолжениями и многочисленными подражаниями, Патэ, (…) подорвал основы французского фильма, привив широкому зрителю американские вкусы…» (Садуль)
«…Без поддержки влиятельной газеты „Вампиры“ были менее популярны, чем „Похождения Элен“, хотя они и предшествовали боевику Пирл Уайт, начавшему выходить в ноябре 1915 года…» (Жорж Садуль)

## В ролях
- Пирл Уайт — Элен Додж (Elaine Dodge)
- Лайонел Берримор — Перси Беннет, детектив Жюльен Кларел (Perry Bennett)
- Крейтон Хэйли — Джей Мисона
- Митчел Льюис — бандит со «скрюченной рукой»
- Уорнер Оулэнд — Ву Фанг

## Интересные факты
- Луи Арагон о Пирл Уайт: «…Эти строки — гимн той, которую широкая публика, невольно делая каламбур, называла Перль Вит (Произнося английское имя на французский лад, публика придавала ему иной смысл: „Быстрая жемчужина“) и, таким образом, отдавала должное и её бурной энергии и её необыкновенной красоте…»[1]
- Из СМИ: «…Авиньон, 26 марта 1916 года. Три молодых человека по имени Моникар Луи, Бербигье Ипполит и Брюн Луи под влиянием „Тайн Нью-Йорка“ совершили четыре кражи со взломом в загородных домах мэра города г-на Дебона и г-на Данги. В одном из домов негодяи оставили записку, подписанную „Скрюченная рука“. После того как пострадавшие обратились в уголовный розыск, грабители были арестованы. Они во всем сознались…»[1]
- Деллюк о фильме: «…Эти фильмы бессмысленны или, что ещё хуже, идиотски сделаны. Авторы фильмов „Скрюченная рука“, „Подвиги Элен“ или „Королева скучает“ непростительно бездарно использовали возможности, которыми обладали. Создавая популярный фильм, они могли сделать его и вполне современным. Но они не захотели. И, стараясь понравиться всем, они не понравились почти никому…»[1]

## Серии фильма
- «Скрюченная рука»
- «Сон без воспоминаний»
- «Железная тюрьма»
- «Портрет-убийца»
- «Турецкая комната»
- «Кровь за кровь»
- «Вторая жена Тейлора Доджа»
- «Таинственный голос»
- «Красные лучи»
- «Смертельный поцелуй»
- «Платиновый браслет»
- «Дом с привидениями»
- «Китайский город»
- «Человек с красным платком»
- «Тайна перстня»
- «Воздушные пираты»
- «Две Элен»
- «Красные розы»
- «Шхуна»
- «Пантера»
- «Изобретение Жюльена Клареля»
- «Зелёный чемодан»
- «Подводная лодка X-23»